# فيك بارويك
فيك بارويك (بالإنجليزية: Vic Barwick)‏ هو لاعب كرة قدم أسترالية أسترالي، ولد في 17 يونيو 1879 في قرية أوتلاندز ‏ في أستراليا، وتوفي في 20 ديسمبر 1963 في Brighton East ‏ في أستراليا.

## وصلات خارجية
- فيك بارويك على موقع AustralianFootball.com (الإنجليزية)
- فيك بارويك على موقع AFLtables.com (الإنجليزية)